# Resolució 226 del Consell de Seguretat de les Nacions Unides
La Resolució 226 del Consell de Seguretat de les Nacions Unides, aprovada per unanimitat el 14 d'octubre de 1966, després de sentir queixes de la República Democràtica del Congo que el llavors territori portuguès d'Angola s'havia convertit en una base d'operació per als mercenaris estrangers que interferien en els assumptes interns de la República Democràtica del Congo, el Consell va instar al govern de Portugal a no permetre que mercenaris estrangers utilitzessin Angola com a base d'operacions per interferir a la RD Congo. El Consell també va convidar a tots els estats a abstenir-se o desistir d'intervenir en els assumptes interns de la República Democràtica del Congo.